# Heinrich Kolb (Jurist)
Heinrich Kolb (* 1867 in Bayreuth; † nach 1910) war ein bayerischer Verwaltungsjurist.

## Werdegang
Kolb war zunächst Assessor bei der Regierung der Oberpfalz und von Regensburg. Am 16. Juni 1905 kam er als Bezirksamtmann nach Günzburg. Nach Beförderung wechselte er zum 1. Oktober 1910 im Rang eines Regierungsrats in die Kammer des Innern bei der Regierung von Oberfranken.